# 스티븐 제라드
스티븐 조지 제라드(영어: Steven George Gerrard, MBE, 1980년 5월 30일 ~ )는 잉글랜드의 은퇴한 축구 선수이다. 현역 시절 포지션은 중앙 미드필더였으며, 수비형 미드필더와 공격형 미드필더, 윙어로도 활약했다. 1998년 프로 선수로 데뷔하였고, 2000년부터 주전으로 뛰며 2003년부터 리버풀의 주장을 역임하고 있었다. 그는 2회의 FA컵, 3회의 풋볼 리그 컵, 2회의 커뮤니티 실드, 1회의 UEFA 챔피언스리그, 1회의 UEFA컵, 그리고 2회의 UEFA 슈퍼컵 우승의 커리어를 보유하고 있다.
제라드는 2000년 잉글랜드 대표팀으로 국가대표로 데뷔하였고, UEFA 유로 2000, UEFA 유로 2004에 출전뿐만 아니라, 2006년 독일 월드컵과 2010년 남아공 월드컵에서 골을 기록하였다. 그는 2010년 남아공 월드컵에 임시 주장을 맡은 이래, UEFA 유로 2012 대회를 앞두고 새로 부임한 로이 호지슨 감독으로부터 주장로 정식 임명되었다. 그는 또한 2014년 브라질 월드컵에서 대표팀의 주장을 역임했다. 2012년 영국 선수로 100경기를 출장한 여섯 번째 선수가 되었다. 2005년, 그는 발롱도르 브론즈상을 수상하였고, 다음 해에는 올해의 UEFA 최우수 선수상을 수상했다.
그는 또한 UEFA 올해의 팀과 FIFA 세계 XI 베스트 일레븐, 8회의 PFA 올해의 팀에 선정되었으며, 2006년 PFA 올해의 선수상과 2009년 올해의 FWA(잉글랜드 축구기자협회) 선수상을 수상했다. 제라드는 현재까지 FA 컵 결승전, 풋볼 리그 컵 결승전, UEFA컵(현재의 UEFA 유로파리그)과 UEFA 챔피언스리그 결승전에서 골을 득점한 기록을 보유한 유일한 축구 선수이다.

## 선수 경력

### 클럽
"리버풀 유소년팀"에서 뛰던 제라드는 리버풀과 1997년 11월 5일 프로 계약을 맺고, 성인팀에서 뛰게 되었다. 1군에 합류한 이후 놀라운 퍼포먼스를 보여준 제라드는 어린 나이에도 불구하고 팀의 핵심 멤버로 자리를 잡았다. 1998년 11월 셀타 비고와의 UEFA컵 경기에서 데뷔한 제라드는 얼마 뒤인 1998년 11월 29일 블랙번 로버스에 교체 출전하면서 프리미어리그 데뷔전을 치렀다.
그 후 2000-2001 시즌에는 팀의 3관왕(리그컵, FA컵, UEFA컵)에 큰 공헌을 하며 PFA 올해의 신인선수상에 선정된다. 지난 2003-2004 시즌에는 팀의 주장이었던 사미 휘피애로부터 주장 완장을 이어받아, 만 23세의 젊은 나이에 리버풀의 주장이되었다.
제라드는 2004-2005 시즌 리버풀의 챔피언스리그 우승에 크게 공헌했다. 조별리그 마지막 경기인 올림피아코스와의 시합에서 2골차 이상으로 승리해야 했던 리버풀의 시합이 끝나갈 무렵 2-1로 이기고 있었지만 팀의 목표인 '2골 차 승리'는 힘들어 보였고, 따라서 팀의 16강 진출도 물거품이 되는 것처럼 보였다. 그러나 종료 5분을 남기고 터진 제라드의 대단한 중거리 슛은 팀을 3-1 승리로 이끌었고, 이 시합을 발판으로 삼아 리버풀은 레버쿠젠, 유벤투스, 첼시, AC 밀란을 차례로 꺾고, 2004-2005 시즌 UEFA 챔피언스 리그 우승하였다. 밀란과의 챔피언스리그 결승전에서 팀이 전반전에만 3-0으로 뒤지고 있었지만 후반전에 2골을 넣은지 6분만에 동점을 만드는 기염을 토했다. 이는 축구 역사상 최고의 경기로 기록되고 있다.
2007-2008 시즌에는 여느 공격수 못지 않은 득점력으로 미드필더 역할 뿐 아니라 강한 공격력 역시 인정 받았다. 이후 2008-2009 시즌에는 UEFA 챔피언스리그 PSV와의 조별예선에서 3-1 승리를 거둘때 자신의 리버풀에서의 100번째 골을 터트렸으며 2위로 마친 프리미어리그에서도 31경기 출장 16골이라는 기록을 세웠다.
또한 2009-2010 시즌 블랙번 로버스 FC와의 프리미어리그 15라운드에서 자신의 리버풀에서의 188번째의 출장기록을 세웠다.
이후 제라드는 2011-2012 시즌 26R경기 머지사이드 더비라 불리는 에버턴 FC과의 경기에서 선발출전함으로써 그는 프리미어리그 단일 팀 통산 400경기 출장이라는 대기록을 세웠다.이는 라이언 긱스와 개리 네빌, 폴 스콜스라는 몇몇 선수와 또다른 위대한 선수인 제이미 캐러거에 이어 5번째 기록이다. 그는 이 경기에서 해트트릭을 기록하면서 팀의 3-0 대승을 이끌었다. 2013년 10월 잉글랜드 프리미어 리그 8라운드 뉴캐슬 전에서 100번째 골을 기록 하였다.

2015년 7월 제라드는 LA 갤럭시로 이적하였다. 이로써 17년간 리버풀에서의 생활을 마감하였다.
(정규 리그를 비롯한 리버풀에서 뛴 모든 경기 통산 708경기 출장, 186 골 득점.)

## 국가대표
제라드는 2000년 5월 31일 우크라이나와의 경기에서 국가대표로서는 처음으로 모습을 드러냈다. 그 해 여름 제라드는 잉글랜드의 UEFA 유로 2000 대표팀 명단에 포함되었다. 그러나 UEFA 유로 2000에서 잉글랜드는 초라한 성적을 거두었고 제라드도 단 한 경기에 교체 출전했을 뿐이었다.
2006년 FIFA 월드컵에서 제라드는 트리니다드 토바고와의 조별리그 2차전에서 1골, 스웨덴과의 조별리그 최종전에서 1골을 넣으면서 좋은 모습을 보여주었다. 그러나 포르투갈과의 8강전 승부차기에서 실축하면서 체면을 구겼다.
UEFA 유로 2008 예선에서는 잉글랜드가 탙락하면서 다음 대회를 기약하게 되었다. 2010년 FIFA 월드컵 예선을 통과하고 월드컵 본선에서 미국과의 1차전에서 선제골을 넣으면서 팀의 16강 진출을 이끌었다. 그러나 16강전에서 잉글랜드는 독일에 1-4로 패하여 조기 귀국하는 쓴잔을 마셨다.
UEFA 유로 2012을 앞두고 잉글랜드 축구 국가대표팀의 새로운 감독으로 부임한 로이 호지슨에 의해 주장으로 임명되었으며, 가레스 배리, 프랭크 램파드 등 주전급 선수들의 부상으로 전력이 크게 약화된 상황에도 불구, 공수 전반에 기여하며 잉글랜드의 8강 진출을 이끌었다.
그는 이탈리아와의 8강전 승부차기에서 첫 번째 키커로 나서서 성공했지만, 이후 각각 세 번째, 네 번째 키커로 나선 애슐리 영, 애슐리 콜이 연속으로 실축했고, 이탈리아의 마지막 키커로 나선 알레산드로 디아만티가 성공하면서 스코어 4대 2로 패한 동시에 또 다시 승부차기 징크스를 이어가게 됐다.
2012년 11월 14일에서 제라드는 스웨덴과의 경기에서 자신의 잉글랜드 축구 국가대표팀 100번째 경기를 치렀다
2014년 브라질 월드컵에서 16강 진출 실패로 제라드의 잉글랜드는 조기귀국하는 쓴잔을 마셨다.

## 지도자 경력
2017년 1월, 스티븐 제라드는 리버풀 FC의 유스팀 코치로 부임했다.
2018년 4월, 스코티시 프리미어십의 레인저스 FC 감독으로 부임했다. 2018-19시즌부터 4년동안 레인저스를 지휘하게 되었다. 2018년 7월 12일 열린 FK 슈큐피와의 유로파리그 예선 경기에서 성인 팀 감독 데뷔전을 치렀다.
20/21시즌, 제라드가 이끄는 레인저스는 스코틀랜드 리그에서 38경기 32승 6무로 무패 우승을 달성하는 대업을 이루기도 했다. 이후 21/22시즌 중반, 급작스럽게 레인저스를 떠나 애스턴 빌라의 감독으로 취임하며 비판을 받기도 하였다.
2022년 10월 20일, 프리미어리그 11경기에서 2승 3무 6패를 기록한 제라드는 애스턴 빌라로부터 경질됐다.
2023년 7월 3일, 사우디 프로페셔널리그의 알이티파크 FC 감독으로 부임했다.

## 사생활
2007년, 2살 연하의 모델이자 데일리미러의 칼럼니스트로 활동중인 알렉스 제라드(결혼전 성씨는 커란)와 결혼하였다. 두 사람 사이에는 릴리엘라 제라드 (Lilly-Ella, 2004년 2월 23일 리버풀 출생), 렉시벨 제라드 (Lexie, 2006년 5월 9일 리버풀 출생), 루르드 제라드 (Lourdes, 2011년 11월 2일 리버풀 출생), 리오 제라드(Lio, 2017년 4월 리버풀 출생)라는 네 명의 자녀가 있다.

## 통계

### 클럽
2015년 5월 24일 경기 기준 통계
| 클럽   | 시즌      | 리그 | 리그 | FA 컵 | FA 컵 | 리그 컵 | 리그 컵 | UEFA(유럽) | UEFA(유럽) | 기타 | 기타 | 합계 | 합계 |
| 클럽   | 시즌      | 출장 | 득점 | 출장  | 득점  | 출장    | 득점    | 출장       | 득점       | 출장 | 득점 | 출장 | 득점 |
| ------ | --------- | ---- | ---- | ----- | ----- | ------- | ------- | ---------- | ---------- | ---- | ---- | ---- | ---- |
| 리버풀 | 1998-99   | 12   | 0    | 0     | 0     | 0       | 0       | 1          | 0          | -    | -    | 13   | 0    |
| 리버풀 | 1999-2000 | 29   | 1    | 2     | 0     | 0       | 0       | -          | -          | -    | -    | 31   | 1    |
| 리버풀 | 2000-01   | 33   | 7    | 4     | 1     | 4       | 0       | 9          | 2          | -    | -    | 50   | 10   |
| 리버풀 | 2001-02   | 28   | 3    | 2     | 0     | 0       | 0       | 15         | 1          | -    | -    | 45   | 4    |
| 리버풀 | 2002-03   | 34   | 5    | 2     | 0     | 6       | 2       | 11         | 0          | 1    | 0    | 54   | 7    |
| 리버풀 | 2003-04   | 34   | 4    | 3     | 0     | 2       | 0       | 8          | 2          | -    | -    | 47   | 6    |
| 리버풀 | 2004-05   | 30   | 7    | 0     | 0     | 3       | 2       | 10         | 4          | -    | -    | 43   | 13   |
| 리버풀 | 2005-06   | 32   | 10   | 6     | 4     | 1       | 1       | 12         | 7          | 2    | 1    | 53   | 23   |
| 리버풀 | 2006-07   | 36   | 7    | 1     | 0     | 1       | 1       | 12         | 3          | 1    | 0    | 51   | 11   |
| 리버풀 | 2007-08   | 34   | 11   | 3     | 3     | 2       | 1       | 13         | 6          | -    | -    | 52   | 21   |
| 리버풀 | 2008-09   | 31   | 16   | 3     | 1     | 0       | 0       | 10         | 7          | -    | -    | 44   | 24   |
| 리버풀 | 2009-10   | 33   | 9    | 2     | 1     | 1       | 0       | 13         | 2          | -    | -    | 49   | 12   |
| 리버풀 | 2010-11   | 21   | 4    | 1     | 0     | 4       | 2       | 2          | 4          | -    | -    | 24   | 8    |
| 리버풀 | 2011-12   | 18   | 5    | 6     | 2     | 4       | 2       | -          | -          | -    | -    | 28   | 9    |
| 리버풀 | 2012-13   | 36   | 9    | 1     | 0     | 1       | 0       | 8          | 1          | -    | -    | 46   | 10   |
| 리버풀 | 2013-14   | 34   | 13   | 3     | 1     | 2       | 0       | -          | -          | -    | -    | 39   | 14   |
| 리버풀 | 2014-15   | 29   | 9    | 3     | 2     | 3       | 0       | 6          | 2          | -    | -    | 37   | 13   |
| 총 계  | 총 계     | 504  | 120  | 42    | 15    | 30      | 9       | 128        | 41         | 4    | 1    | 0    | 186  |

### 국가대표팀
2014년 12월 8일 경기 기준 통계
| 잉글랜드 대표팀 | 잉글랜드 대표팀 | 잉글랜드 대표팀 |
| 년도            | 출장            | 득점            |
| --------------- | --------------- | --------------- |
| 2000            | 2               | 0               |
| 2001            | 6               | 1               |
| 2002            | 5               | 1               |
| 2003            | 8               | 1               |
| 2004            | 10              | 2               |
| 2005            | 8               | 1               |
| 2006            | 13              | 4               |
| 2007            | 11              | 2               |
| 2008            | 7               | 2               |
| 2009            | 7               | 2               |
| 2010            | 12              | 3               |
| 2011            | 0               | 0               |
| 2012            | 11              | 0               |
| 2013            | 8               | 2               |
| 2014            | 6               | 0               |
| Total           | 114             | 21              |

## 감독 통계
2023년 10월 24일  기준
| 팀          | 시작             | 까지             | 기록 | 기록 | 기록 | 기록 | 기록   | 기록   |
| 팀          | 시작             | 까지             | 경기 | 승   | 무   | 패   | 승률   | 각주   |
| ----------- | ---------------- | ---------------- | ---- | ---- | ---- | ---- | ------ | ------ |
| 레인저스    | 2018년 6월 1일   | 2021년 11월 11일 | 192  | 124  | 42   | 26   | 064.58 | [ 13 ] |
| 애스턴 빌라 | 2021년 11월 11일 | 2022년 10월 20일 | 40   | 13   | 8    | 19   | 032.50 |        |
| 이티파크    | 2023년 7월 3일   | ~현재            | 11   | 6    | 2    | 3    | 054.55 |        |
| 합계        | 합계             | 합계             | 243  | 143  | 52   | 48   | 58.85  | —      |

## 기록

### 대회 기록

#### 선수
리버풀 FC (1998~2015)
- FA컵: 2000-01, 2005-06
- 풋볼 리그 컵: 2000-01, 2002-03, 2011-12
- 커뮤니티 실드: 2001, 2006
- UEFA 챔피언스리그: 2004-05
- UEFA 유로파리그: 2000-01
- UEFA 슈퍼컵: 2001, 2002

레인저스 FC (2018~2021 )
- 스코티시 프리미어십: 2020-21

### 개인 수상 기록

#### 선수
- PFA 올해의 신인 선수: 2000-01
- PFA 올해의 선수: 2005-06
- PFA 팬들이 선정한 올해의 선수 (2): 2000-01, 2008-09
- PFA 올해의 팀 (8): 2000-01, 2003-04, 2004-05, 2005-06, 2006-07, 2007-08, 2008-09, 2013-14
- PFA 메리트상: 2015
- FWA 올해의 선수: 2008-09
- FWA 공로상: 2013
- 프리미어리그 이달의 선수상 (6): 2001년 3월, 2003년 3월, 2004년 12월, 2006년 4월, 2009년 3월, 2014년 5월
- 스탠다드 차터드 이달의 선수상: 2012년 3월
- 리버풀 올해의 선수 (4): 2004, 2006, 2007, 2009
- 리버풀 팬들이 선정한 올해의 선수 (2): 2004, 2007
- 리버풀 최우수 득점 선수(Goalscorer) (3): 2004-05, 2005-06, 2008-09
- UEFA 챔피언스리그 결승전 맨 오브 더 매치: 2005
- BBC 올해의 골: 2006
- FA 잉글랜드 올해의 선수 (2): 2007, 2012
- ESM 올해의 팀: 2008-09
- BBC 올해의 스포츠인상 3위: 2005
- ECHO 올해의 스포츠인상: 2014
- 리버풀 존 무어스 대학교 명예 펠로(honorary fellowship): 2008
- FIFA 클럽 월드컵 실버볼: 2005
- UEFA 올해의 클럽 축구 선수: 2004-05
- UEFA 올해의 팀 (3): 2005, 2006, 2007
- UEFA 궁극의 올해의 팀: 2015
- 발롱도르 3위: 2005
- FIFA FIFPro 월드 XI (3): 2007, 2008, 2009
- UEFA 유럽 축구 선수권 대회 토너먼트의 팀: 2012
- UEFA 유로 2012 맨 오브 더 매치: vs. 우크라이나 (조별리그)
- 프리미어리그 도움왕: 2013-14
- MLS 올스타: 2015
- 잉글랜드 축구 명예의 전당: 2017
- 프리미어 리그 명예의 전당: 2021

#### 감독
- PFA 스코틀랜드 올해의 감독: 2020-21
- SFWA 올해의 감독: 2020-21
- 스코티시 프리미어십 올해의 감독: 2021
- 스코티시 프리미어십 이달의 감독: 2019년 4월 · 09월 · 12월, 2020년 8월 · 10월 · 11월, 2021년 2월

#### 서훈
- 대영 제국 훈장 5등급(MBE) 수훈: 2007[14]

## 같이 보기
- 리버풀 FC
- 잉글랜드 축구 국가대표팀
- 이스탄불의 기적